# Skógafoss
De Skógafoss is een 60 meter hoge en 25 meter brede waterval in het zuiden van IJsland niet ver van het plaatsje Skógar. De Skógá rivier stroomt daar nu over de rand van een klif van de voormalige kustlijn van IJsland. Nadat de kustlijn zich door het omhoogrijzen van IJsland na de laatste ijstijd teruggetrokken had (die ligt nu op een afstand van ongeveer 5 km), bleven de kliffen achter en vormen nu over vele kilometers samen met de er achter liggende bergen de begrenzing tussen het laagland en de hooglanden.
Het verhaal gaat dat Þrasi Þórólfsson, een van de kolonisten van IJsland, een kist met goud achter de waterval verborgen heeft.
Ongeveer 1 kilometer naar het oosten valt de kleinere Kvernufoss waterval in een kloof naar beneden. Deze waterval is via een schapenpaadje te bereiken.
Aan de oostzijde van de waterval gaat een pad omhoog stroomopwaarts langs de rivier. Dat pad is het begin (of eind) van de wandelroute die via de bergpas Fimmvörðuháls tussen de gletsjers Eyjafjallajökull en Mýrdalsjökull naar Þórsmörk voert. Vandaar gaat het verder via de zogenaamde Laugarvegur (warmebronnenweg) naar Landmannalaugar.